# Северен Кавказ
Вижте пояснителната страница за други значения на Кавказ.
Северен Кавказ е географска област, включваща района на северния склон на Големия кавказски хребет и Предкавказието (полупланинската и хълмистата част северно от него). Частично съвпада с Южния федерален окръг на Русия. Регионът е най-южната част на Европейска Русия.
В Северен Кавказ се намират следните субекти на Руската федерация:
- Краснодарски край;
- Ставрополски край;
- Адигея;
- Дагестан;
- Карачаево-Черкесия;
- Кабардино-Балкария;
- Северна Осетия;
- Ингушетия;
- Чечня;